# 李察·凱利
詹姆斯·李察·凱利（英語：James Richard Kelly，1975年3月28日—），美國男導演、編劇和製片人，知名於2001年自編自導的《怵目驚魂28天》。

## 早期生活
李察·凱利出生於維吉尼亞州紐波特紐斯，是蓮恩（Lane）和恩尼斯·凱利（Ennis Kelly）的兒子。他在維吉尼亞州米德洛錫安成長，在那裡就讀米德洛錫安高中，於1993年畢業。小時候，他的父親在美国国家航空航天局（NASA）的海盗号計劃中工作。他獲得獎學金到南加州大学的南加州大学电影艺术学院學習電影，並加入了Phi Delta Theta聯誼會。在1997年畢業之前，凱利大學製作了兩部短片——《告別處》（The Goodbye Place）和《情感問題》（Visceral Matter）。

凱利在羅伯特·K·埃爾德《改變我一生的電影》一書中對他的採訪談論《巴西》：
我認為我從泰瑞那兒學到最重要的一點是，每個鏡框都值得注重細節。每一幀都值得及時按暫停，然後扔到一幅油畫之類的牆上，如果在每幀下功夫，電影的意義就會變得更深、更具價值。

## 職業生涯
凱利執導的首部長片《怵目驚魂28天》（2001年）雖然票房不佳，但在評論界和粉絲間取得不錯的口碑，其中在土星獎提名11項獎項。該片後來在《帝國雜誌》的史上最偉大的50部獨立電影排名中名列第二，僅次於昆汀·塔倫提諾的《霸道橫行》（1992年）。
2005年，凱利為東尼·史考特執導的電影《女模煞》編寫了劇本。凱利說：「那真是一次美妙的經歷。我為東尼·史考特寫了那封信。那是東尼·史考特的個人項目，他花了八年時間與多明妮·哈維一起發展，多明妮·哈維是他的密友，幾乎像他的女兒。他花了很多年的時間來講述她的故事，所以對我來說，能夠與東尼合作並為他寫劇本、為他設計一個非常精美的拼圖來講述她的故事對我來說是一種榮幸。所以，這僅僅是個特權。」
凱利寫了許多尚未製作的劇本，其中包括改編自库尔特·冯内古特的《貓的搖籃》和路易斯·薩奇爾的《洞》。
第二部長片《南方傳奇》由巨石強森、莎拉·蜜雪兒·吉蘭、西恩·威廉·史考特、凱文·史密斯和米兰达·理查森主演，其初剪版在第59届戛纳电影节上試映，於2007年11月16日在美國正式上映；儘管眾星雲集，但電影票房和口碑雙敗。
2008年，凱利的製片公司達科娛樂（Darko Entertainment）宣布將與導演鮑伯·高斯合作改編暢銷書籍《塔克，嘿咻嘿咻嘿咻！》。改編電影於2009年推出。原作者塔克·馬克斯在他的博客中詳細介紹了凱利（Kelly）對這一過程的參與。
他執導的《百萬殺人實驗》改編自李察·麥森的短篇小說《按下去，按下去》，電影於2009年發行。不久後，凱利開始計劃一部背景設定於2014年曼哈頓的驚悚片，試圖拍成3D，且片中部分情節以CGI效果處理。2011年，他宣布自己將自編自導《聖體市》（Corpus Christi），電影背景設定於得克萨斯州，艾利·羅斯擔任監製。但電影由於財務和選角問題，製作被取消。凱利表示，他將轉而製作犯罪驚悚片《阿米庫斯》（Amicus），由詹姆斯·甘多費尼主演；然而，在演員於2013年去世後，製作宣告終止。
凱利在2017年接受《PopMatters》雜誌採訪時說，他有製作《怵目驚魂28天》續集的想法，故事規模將比前集更大。關於2009年失敗的《怵目驚魂28天》續集《怵目驚魂28天2》，凱利說：「我與它無關。當人們試圖責怪我或對我負責時，我討厭它，因為我沒有（參與）。我沒有（《怵目驚魂28天》）的掌控權。我在24歲時就放棄了它們（系列化）。我討厭別人問我這個問題，因為我從沒看過，我也永遠不會，所以……別問我關於續集的事情。」
2021年1月23日，凱利接受《娛樂周刊》的訪談時表示想製作《南方傳奇》的續集，並希望巨石強森能回歸演出。

## 評價
2016年，凱文·史密斯談到凱利：「他就像克里斯多福·諾蘭一樣極富創造力。但諾蘭在華納兄弟公司的系統中得到了特別的待遇，他獲得很多錢來製作像《全面啟動》這樣的大型藝術電影。李察能成為我們眾多最偉大的電影人。他現在就是，但很多人沒有意識到這一點。他還是個孩子且人們需要像諾蘭那樣的小子。」

## 作品列表
| 年份 | 標題                     | 導演 | 編劇 | 製片 | 附註                      |
| ---- | ------------------------ | ---- | ---- | ---- | ------------------------- |
| 1996 | 《告別處》（The Goodbye Place）           | 是   | 是   | 是   | 短片                      |
| 1997 | 《情感問題》（Visceral Matter）         | 是   | 是   | 否   | 短片                      |
| 2001 | 《怵目驚魂28天》         | 是   | 是   | 否   |                           |
| 2005 | 《女模煞》               | 否   | 是   | 否   | 與史特夫·巴蘭西克合作編劇 |
| 2006 | 《南方傳奇》             | 是   | 是   | 否   |                           |
| 2009 | 《世上最讚老爸》         | 否   | 否   | 是   |                           |
| 2009 | 《塔克，嘿咻嘿咻嘿咻！》 | 否   | 否   | 是   |                           |
| 2009 | 《百萬殺人實驗》         | 是   | 是   | 是   |                           |
| 2010 | 《對決瘋暴》             | 否   | 否   | 是   |                           |

## 外部連結
- 李察·凱利在互联网电影资料库（IMDb）上的資料（英文）